# Kelmayisaurus
 Kelmayisaurus  ist eine Gattung theropder Dinosaurier der Familie Carcharodontosauridae aus der Unterkreide Chinas. Dong Zhiming veröffentlichte 1978 die wissenschaftliche Erstbeschreibung der Gattung mit der Typusart K. petrolicus. 2012 beschrieben Stephen L. Brusatte, Roger Benson und Xin Xu ihn erneut.

## Beschreibung
Bei Kelmayisaurus handelte es sich um einen großen fleischfressenden Dinosaurier. Eine genaue Größenangabe ist aufgrund des spärlichen Fossilmaterials kaum möglich, Brusatte et al. schließen aber aus der Länge des Unterkiefers, dass seine Größe mit der von Allosaurus vergleichbar war. Demnach erreichte Kelmayisaurus eine geschätzte Länge von zehn bis elf Metern und ein Gewicht von etwa 1600 kg.
Der Holotyp besteht aus einem linken Unterkiefer sowie Teilen des ebenfalls linken Oberkiefers. Von letzterem ist nur ein kleines Bruchstück erhalten, zeigt aber Gemeinsamkeiten mit den Allosauroiden Allosaurus, Neovenator und Monolophosaurus. Die raue Knochenoberfläche, wie sie bei fortschrittlicheren Carchadodontosauriden und Abelisauriden zu finden ist, fehlt.
Der Unterkiefer ist dagegen gut erhalten und nahezu vollständig. Der Knochen hat eine Länge von 525 mm und weist an der Seite eine konkave Furche auf, die Brusatte et al. als Autapomorphie werten.

## Systematik
Die genaue Zuordnung der Gattung war lange unsicher. Dong klassifizierte Kelmayisaurus in seiner Erstbeschreibung als Megalosauriden, Carroll (1988) sah in ihm ein Mitglied der Carnosauria, Molnar et al. (1990) einen Tetanuren und Dong klassifizierte ihn 1992 neu als Allosauriden. Rauhut und Xu (2005) bezeichnen ihn schließlich aufgrund mangelnder Funde als nomen dubium.
Brusatte et al. (2011) dagegen betrachten Kelmayisaurus nach einer kladistischen Analyse als valide Art sowie als basalen Vertreter der Carcharodontosauridae, der zusammen mit Eocarcharia dem Zweig von Acrocanthosaurus und anderen fortschrittlicheren Carcharodontosauriden gegenübersteht.
|  | Eocarcharia   |
|  |               |
|  | Kelmayisaurus |
|  |               |

|  | Acrocanthosaurus                                                                   |
|  |                                                                                    |
|  | fortschrittlichere Carcharodontosauriden (u. a. Carcharodontosaurus, Tyrannotitan) |
|  |                                                                                    |

|  | Eocarcharia   |
|  |               |
|  | Kelmayisaurus |
|  |               |

|  | Acrocanthosaurus                                                                   |
|  |                                                                                    |
|  | fortschrittlichere Carcharodontosauriden (u. a. Carcharodontosaurus, Tyrannotitan) |
|  |                                                                                    |

Demnach wäre Kelmayisaurus nach Shaochilong der zweite bekannte Carcharodontosauride aus Asien und stützt somit die These, dass diese Familie während der unteren und mittleren Kreidezeit weit verbreitet war.
Allerdings räumen die Autoren auch ein, dass eine andere Einordnung von Kelmayisaurus nicht gänzlich ausgeschlossen werden könne. So bestehe auch die Möglichkeit einer Verwandtschaft zu unter anderem Megalosaurus oder Guanlong. Eine genaue Untersuchung der Fossilien und ein Vergleich mit anderen Arten unterstütze aber weiterhin die Zugehörigkeit zur Carcharodontosauridae.